# 백진석
배진석(1978년 11월 16일~)은 대한민국의 권투 선수로, 2000년 하계 올림픽에 참가했다.